# Патристика
Патристика (или патрологија) је богословска наука која излаже историју и садржај учења црквених отаца. Патристичко предање има карактер догматске синтезе на којој су радили: апостоли, апологети, мученици, исповедници, црквени писци и оци Цркве. 
Источни црквени оци су Иринеј Лионски, Климент Александријски, Ориген, Атанасије Велики, Јован Златоусти и три кападокијска оца: Василије Велики, Григорије Ниски и Григорије Богослов. Западни црквени оци су Тертулијан, Гргур Велики, свети Августин, свети Амброзије, Јероним Стридонски. Учење црквених отаца је прихваћено од целе Цркве. 
Класични период патристике завршава се са Јованом Дамаскином (753. г.).
Патристику, односно патрологију не би требало мешати са патриологијом као посебном теолошком дисциплином која се бави проучавањем Бога Оца, прве ипостаси Свете Тројице.